# Felix Hecht (Wirtschaftswissenschaftler)

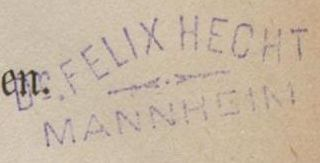
Besitzstempel von Dr. Felix Hecht

Felix Hecht  (* 27. November 1847 in Friedberg, Hessen; † 18. Oktober 1909 auf der Reise zwischen Eisenach und Weimar) war ein deutscher Wirtschaftswissenschaftler, Bankier und Kulturmäzen in Mannheim.

## Werdegang
Felix Hecht entstammt einer jüdischen Familie aus Friedberg in der Wetterau. Er war eines von zehn Kindern des Handelsmanns und Auswanderungsagenten Baruch Hecht und seiner Frau Betty, geb. Adler.
Hecht studierte Rechts- und Sozialwissenschaften in Gießen, Göttingen und Heidelberg, er wurde 1867 in Göttingen über Die römischen Kalendarienbücher promoviert und habilitierte sich 1869 in Heidelberg mit einer Untersuchung über die Geschichte der Inhaberpapiere in den Niederlanden. Mit seinem Lehrer Johann Caspar Bluntschli war er befreundet. Beide waren zusammen in der Nationalliberalen Partei und gehörten als Freimaurer der Heidelberger Loge Ruprecht zu den fünf Rosen an.
Bluntschli empfahl Hecht 1871 als ersten Direktor der damals gegründeten Rheinischen Hypothekenbank in Mannheim, die sich zu einem der führenden Realkreditinstitute in Deutschland entwickelte. Während Hecht die Bank in der Aufbauphase leitete, was eigentlich die volle Aufmerksamkeit erfordert hätte, hielt er weiter Vorlesungen an der Universität Heidelberg, bis er die Vorlesungen auf Drängen von Presse und Arbeitgeber 1872 aufgab, jedoch weiter wissenschaftlich tätig blieb, was sich in wichtigen Büchern zur Geschichte des Bankwesens, zu Fragen des ländlichen Darlehens, zu Problemen genossenschaftlicher Kreditorganisationen und zur Anlage von Mündel- und Stiftungsgeldern niederschlug. Die Arbeiten Hechts haben die moderne Bankbetriebslehre noch lange Zeit beeinflusst.
1886 trat Hecht nebenamtlich auch in die Direktion der Pfälzischen Hypothekenbank in Ludwigshafen ein.

## Privatleben

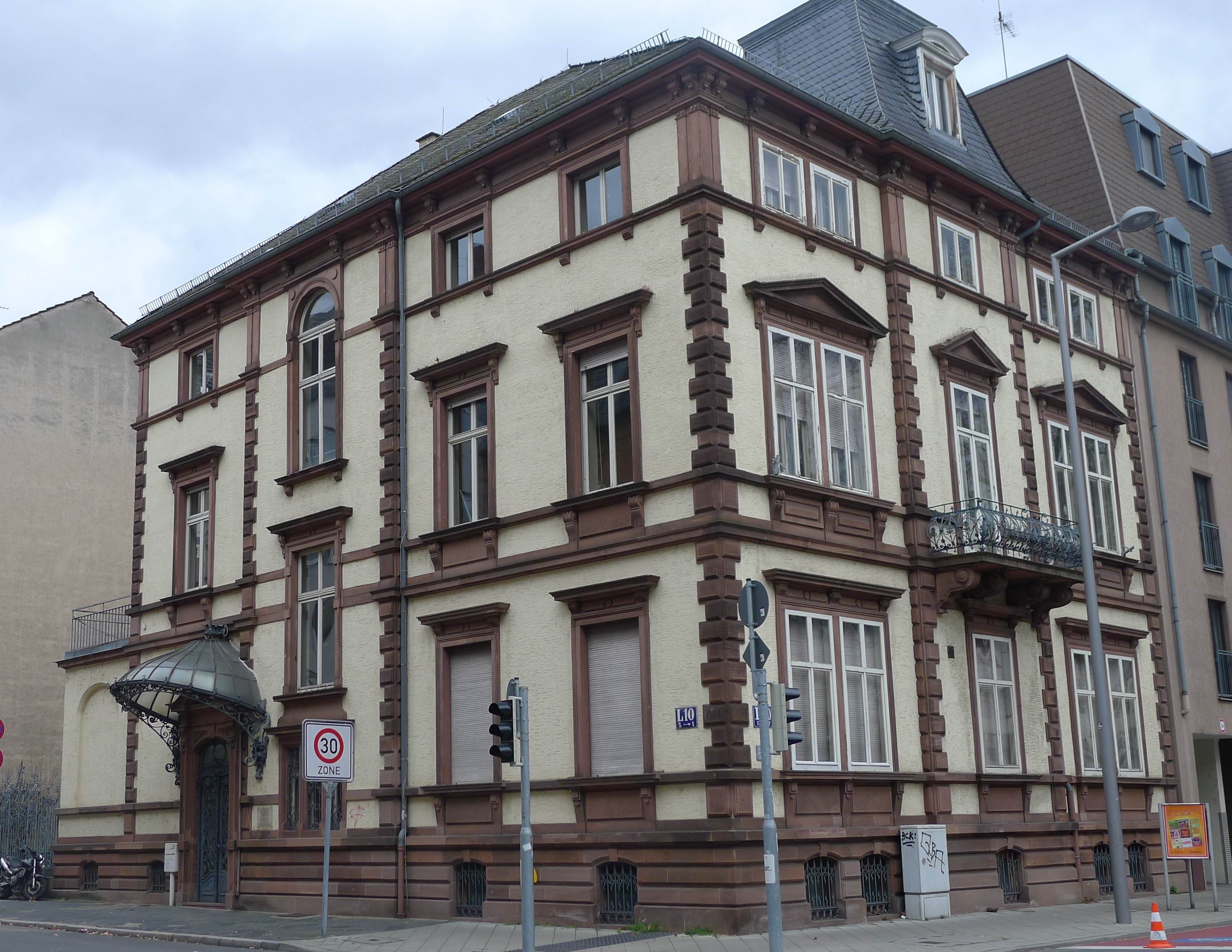
Villa Hecht (2019)

1875 heiratete Felix Hecht die aus Mainz stammende Helene Bamberger, eine Nichte des Bankiers und Politikers Ludwig Bamberger. Das Ehepaar erbaute in Mannheim in L10,1 eine Villa, heute Villa Hecht genannt, die zu einem der damaligen kulturellen Zentren Mannheims wurde.
Die Eheleute Hecht waren mit Johannes Brahms befreundet, der bei Besuchen in Mannheim in der Villa Hecht zu Gast war. Die Ehefrau Helene unterhielt einen Salon, in dem sich, jedenfalls zur Jahrhundertwende, wichtige Persönlichkeiten des kulturellen Lebens – nicht nur aus Mannheim – trafen, so zum Beispiel auch Franz von Lenbach, der Helene Hecht porträtierte. 1899 beteiligte sich das Ehepaar an der Gründung der Hochschule für Musik in Mannheim.
Das Ehepaar Hecht hatte vier Söhne, von denen zwei schon als Kleinkinder starben. Die Witwe Helene Hecht wurde am 22. Oktober 1940 im Alter von 86 Jahren deportiert und ist auf dem Transport nach Gurs verstorben.

## Schriften (Auswahl)
- Die römischen Kalendarienbücher. Eine Abhandlung aus dem Gebiet des römischen Verkehrslebens, Heidelberg: Mohr 1868.
- Ein Beitrag zur Geschichte der Inhaberpapiere in den Niederlanden, Erlangen: Enke 1869.
- Das Börsen- und Actienwesen der Gegenwart und die Reform des Actien-Gesellschafts-Rechts, Mannheim: Schneider 1874.
- Mündel- und Stiftungsgelder in den deutschen Staaten, Stuttgart: Cotta 1875
- Bankwesen und Bankpolitik in den süddeutschen Staaten, Jena: Fischer 1880
- Die Warrants (Lager- und Lagerpfandscheine). Mit Beiträgen zur Geschichte und Statistik des Lagerhauswesens, Stuttgart: Enke 1884.
- Die Organisation des Bodenkredits in Deutschland, Leipzig: Duncker & Humblot 1891/1903/1908.
- Der europäische Bodenkredit, Bd. 1, Leipzig: Duncker & Humblot 1900

Briefe Hechts befinden sich im Nachlass Bluntschli in der Staatsbibliothek in Zürich.

## Ehrungen
- 1892: Orden der Krone von Italien (Offizier)[2]
- 1894: Ritterkreuz I. Klasse des Ordens vom Zähringer Löwen[3]